# 육진의 난

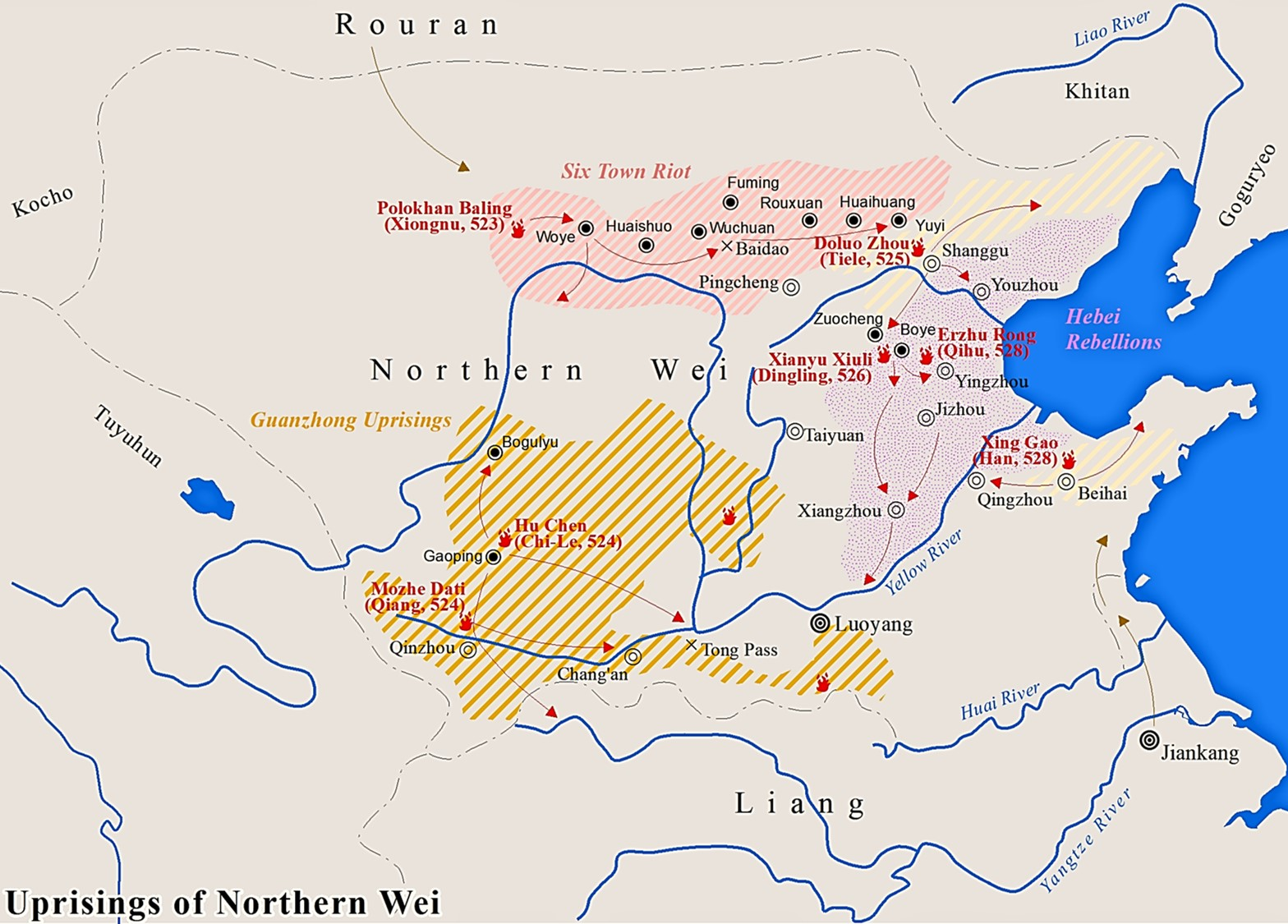

육진의 난(六鎭之亂)은 524년 중국 남북조 시대 북위의 북방 6진에서 발생한 일련의 반란을 말한다. 이후 북위는 중앙 통제력을 상실해 여러 군웅들이 난립하게 되었고, 서위와 동위로 분열된다.
6진은 유연과의 국경지대에 설치된 여섯 기지인 회삭진(懷朔鎭) · 무천진(武川鎭) · 무명진(撫冥鎭) · 유현진(柔玄鎭) · 옥야진(沃野鎭) · 회황진(懷荒鎭)을 말한다.

## 육진
육진(六鎭)은 시기마다 다른 의미를 갖는다. 육진은 원래 회삭진(懷朔鎭)·무천진(武川鎭)·무명진(撫冥鎭)·유현진(柔玄鎭)·옥야진(沃野鎭)·회황진(懷荒鎭)을 가리키지만, 후에는 북방 여러 진을 총칭하는 단어로 바뀌었다.이러한 진들은 북방의 유연(柔然)의 침략을 막고 반란을 진압하며 남방 세력의 진공을 막기 위해 쓰였다.

## 발생 원인
당초 북위는 자신들과 같은 북방의 이민족 침입을 방지하기 위해 수도 평성(平城, 지금의 산서성 대동시)와 가까운 곳에 생명선을 긋고 북쪽의 수비를 중요시하며 요새를 쌓았다. 처음에는 선비족이나 흉노족의 유력 호족을 선택해 6진을 대표하는 북쪽을 경비하는 영민으로 이주하는 정책을 추진했다. 당연히 영민들은 대가로 특권을 부여받았다. 그러나 효문제의 한화(漢化)정책에 의해 수도가 평성에서 낙양으로 천도하자 이때부터 북쪽의 영민은 서서히 냉대를 받게 되었다. 게다가 본래 명족(名族) 출신이었던 그들을 [부호](府戶)라는 출세를 더이상 바라볼 수 없게 차단되는 호에 편제하고, 중앙으로부터 서임된 장관인 도대장(都大將)에게 착취당하는 몸이 되자 일거에 불평불만이 증대하게 되었다.
진인각(陳寅恪)에 의하면 육진 군인은 원래 직업 군인이자 귀족 계층의 선비 문화를 갖춘 이들이라 한다. 효문제(孝文帝) 한화(漢化) 정책 이후에도 직업군인과 선비문화라는 점은 변함이 없으나 사회 계급이 급속히 하강하였으며, 이전의 사환과 복제(復除, 요역과 부세를 면제)의 특권은 없어졌다. '국지폐부(國之肺腑)'는 점차 진호(鎭戶)와 부호(府戶)로 전락하였고 신분도 낮아졌다. 그러나 낙양(洛陽)으로 이사간 '강종자제(强宗子弟)'들은 한화되었고 각자 부귀영화를 누렸다. 변진(邊鎭)에서 군복무를 하는 사람들은 오히려 '관리들은 그 이름만 남았을 뿐 부호라고 불리면서 노예와 같은 역을 하였다(有司乖實, 號曰府戶, 役同厮養)'라고 하였으며, 육진 군민의 불만을 일으켰으며, 이로 인해 육진 일대에 한화가 되지 않았고, 최후에는 반(反) 한화로 인하여 육진의 봉기를 일으켰다.
설해파(薛海波)는 육진의 상층 군관은 북위의 중하층민인 대인(代人), 부락의 추장, 한족의 호강 자제로 구성되었다고 주장하였다. 이들은 부락의 무장세력에 근거하여 육진 통치 엘리트가 되었고 대량의 귀부 인구를 제어하였다. 그러나 육진은 반농반목 경제였기에 경제 기초가 매우 약했으며, 북위의 국가적 진휼 정책 역시 효과가 없었다. 육진 자신의 경제력으로는 난관을 넘지 못한 가운데, 군진 장권을 담당한 호강 추장들은 육진 내부 자원을 점유하여 손실을 메우고 북위 후기 육진 지구의 탐오 부패를 야기하였으며, 육진의 사회 갈등을 야기하였으며 이로 인해 구휼받지 못한 진민들과 압박을 받았던 호족(胡族) 추장들이 생존을 위해 폭동을 일으켰다.
효명제(孝明帝) 시기 육진은 매년 가뭄과 기근이 발생했다. 정광(正光) 4년(523) 2월, 북위 북부의 유목부락 정권인 유연(柔然)도 대기근이 발생하면서 북위에게 구원을 요청했지만 북위 역시 경제적으로 압박을 받았던 데다 일관적으로 유연을 멸시하였기에, 유연의 요청을 거절하였다. 유연의 가한(可汗) 아나괴(阿那瓌)는 마침내 4월 북위를 침입하여 약탈을 하였고 이를 통해 기근을 해결하려 하였다. 회황진(懷荒鎭) 백성들은 식량을 대부분 약탈당하여 생계가 곤란해지자 마침내 진장(鎭將)인 무위장군(武威將軍) 우경(于景)에게 구휼을 요청했지만 우경은 이들의 요청을 거칠게 거절하였고, 이에 백성들이 분노하여 우경 부부를 죽였다. 이에 북위 조정은 육진 변민들을 탄압하기로 결정하였고 이것이 북위와 육진의 불신을 더했다.

## 경과

### 기병
정광(正光) 5년(524) 3월, 옥야진(沃野镇) 출신 파륙한발릉(破六韩拔陵)은 '고궐(高闕)의 수주(戍主)가 부하를 통솔함에 조화를 잃었다(高闕戍主, 率下失和)'는 이유로, 수주(戍主)를 살해하고 반란을 일으켰으며 스스로 진왕(眞王)이라 칭하였다. 반군은 곧바로 옥야진을 공격하였고, 이후 북진하여 무천진과 회삭진을 포위하였다. 회삭진 장수 양균(楊鈞)은 하발도발(賀拔度拔)과 세 아들 하발윤(賀拔允), 하발승(賀拔勝), 하발악(賀拔岳)에게 명령하여 대응하게 하였다. 이윽고 북위는 임회왕(臨淮王) 원욱(元彧)을 도독북토제군사(都督北討諸軍事)에 임명하고 파륙한발릉을 토벌하게 하였다. 원욱(元彧)이 병사를 이끌고 운중(雲中)에 주둔하였다. 4월, 고평진(高平鎭) 등의 반란으로 칙륵(敕勒) 추장 호침(胡琛)을 고평왕(高平王)으로 삼고, 고평진을 공격하여 파륙한발릉에 호응하였다. 북위 장수 노조천(盧祖遷)이 이를 격파하자 호침은 북쪽으로 도주하였다. 반군 위가고(衛可孤)는 같은 달 무천진(武川鎭)을 공격하여 함락하였고, 회삭진(懷朔鎭)도 무너졌으며, 하발승(賀拔勝) 부자는 모두 위가고에게 붙잡혔다. 원욱은 파륙한발릉에게 오원군(五原郡)에서 패배하였고, 북위의 일파인 이숙인(李叔仁)이 거느린 부대는 백도(白道)에서 패배했다. 북위는 이숭(李崇)을 북토대도둑(北討大都督)으로 다시 파견하였고, 무군장군(撫軍將軍) 최섬(崔暹)과 진군장군(鎭軍將軍) 광양왕(廣陽王) 원연(元淵) 모두 이숭의 통제를 받았다. 7월, 최섬은 이숭의 통제를 무시하고 파륙한발릉과 함께 백도에서 전투하여 패배하였고 홀로 도주해 왔다. 파륙한발릉은 힘을 모아 이숭을 공격하였고, 이숭은 역전하였으나 방어하지 못하고 운중으로 돌아갔으며, 그와 함께 대치하였다. 이에 육진은 모두 진민들에게 점령당하였다.

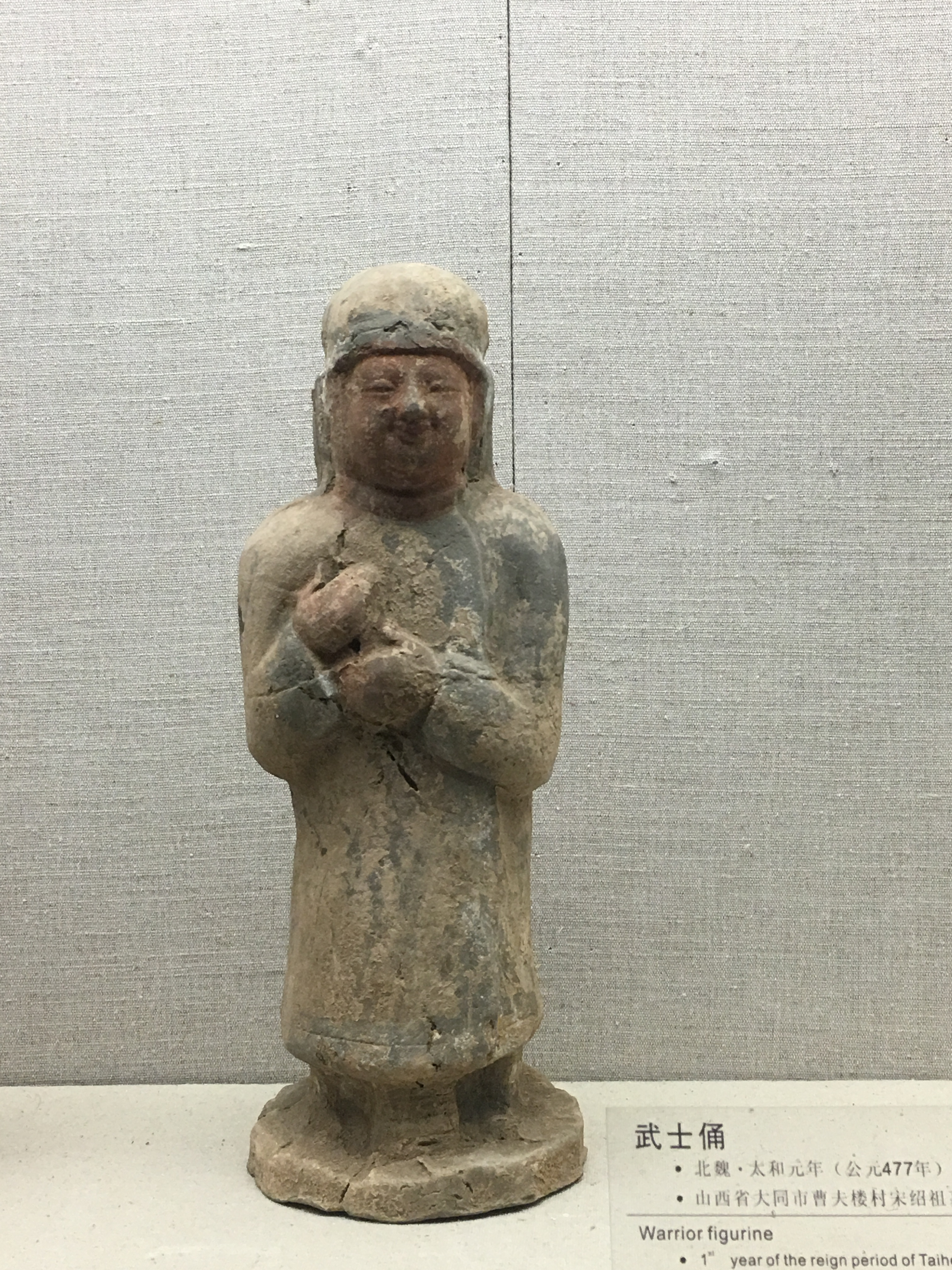
북위의 무사용, 산서성박물원(山西省博物院) 소장

같은해 북쪽 땅은 계속 반란이 발생했다. 6월 강인(羌人) 막절대제(莫折大提)가 진주(秦州)에서 봉기했다. 7월, 양주(涼州) 당수(幢帥) 우보리(于菩提)와 호연웅(呼延雄)이 자사(刺史) 송영(宋穎)을 붙잡고 양주에서 반란을 일으켰다. 10월, 유안정(劉安定)과 취덕흥(就德興)이 영주(營州)에서 봉기했다. 격년 정월 북위 종실의 서주자사(徐州刺史) 원법승(元法僧)이 송(宋)을 세웠다.
정광 6년(525) 정월, 북위가 소보연(蕭寶夤)과 최연백(崔延伯)을 파견하여 병사를 이끌고 진주의 관롱기의(關隴起義)를 정벌하였다. 4월, 고평진 반군 수령 호침이 대장 묵기추노(萬俟醜奴)과 숙근명달(宿勤明達) 등을 파견하여 북위 경주(涇州)를 공격하였으며, 소보연과 최연백의 대군을 패배시켰다. 소보연은 안정으로 퇴각할 수 밖에 없었다.

### 파륙한발릉의 패배
정광 6년(525) 2월, 북위 호태후(胡太后])와 원후(元詡)가 정변을 일으켜, 원예(元乂)의 병권과 직무를 제거하고 원예와 그 일당을 죽였다. 동시에 사신을 유연에 파견하였고 예물을 제공하면서 유연에게 북위를 도와 반란을 제압할 것을 요청하였다. 유연 수령 아나괴(阿那瓌)는 병사 10만을 거느리고 서쪽으로 진격하여 옥야진을 공격하였다. 유연군은 연전연승하였고 육진 군대는 대패하였다. 북위도 원침(元琛)을 파견하여 군대를 이끌고 평성(平城)을 출발, 회삭진을 공격하였다. 6월 원침은 파륙한발릉을 오원에서 대파하였고 동쪽으로 쫓아내었다. 원침은 책략을 바꾸어 내부분열을 시키고 반군을 초무하기로ㅗ 결정했다. 이 책략은 효과를 거둬, 먀렬하(乜列河)가 3만명을 거느리고 투항하였다. 원침은 다시 파륙한발릉이 먀렬하 군을 공격할 때를 틈타 매복하였다가 파륙한발릉 군대를 대파하였다. 파륙한발릉은 강을 건너 도망쳤고 북위군에 붙잡힌 육진 군민 20만명은 북위 정권에 의해 영주(瀛州), 기주(冀州), 정주(定州) 세 곳에 분배되었다. 효명제는 효창(孝昌)으로 개원하였다.

### 하북 봉기
육진 포로 20만 명은 하북 세 주로 배치된 이후, 하북(河北)이 수재와 가뭄에 처하면서 이들은 생계가 어려워지자 도망자가 발생하였으며, 이로 인해 하북봉기가 발생했다.

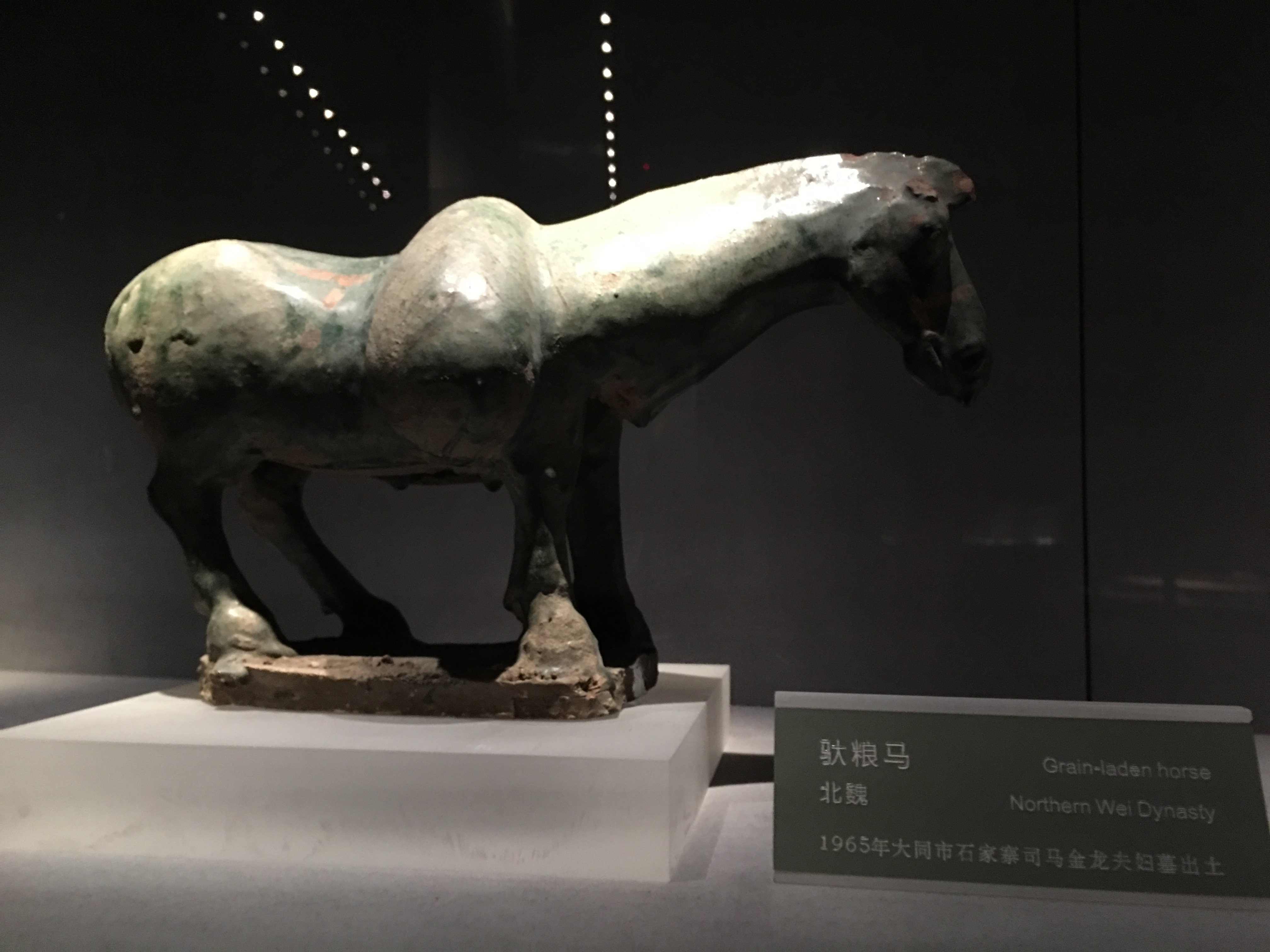
북위의 군량을 실은 말, 대동시박물관(大同市博物館) 소장

효창 원년(525) 8월, 유현진의 병사 두락주(杜洛周)가 상곡군(上谷郡)에서 봉기했다. 9월, 북위는 유주자사(幽州刺史) 상경(常景)과 유주도독(幽州都督) 원담(元譚)을 파견하여 진압하였다. 상경은 노룡새(盧龍塞, 오늘날 희봉구喜峰口)와 군도사(軍都司)에서 긴 선을 그리며 험요지에다 병사를 주둔하여 방어하였다.
효창 2년(526) 북위 안주(安州) 석리(石離), 육성(六城), 해염(解鹽)의 수장(戍將)이 거병하여 두락주에 호응하였고, 두락주는 병력을 모아 거용관(居庸關)을 공격하여 함락시켰으며, 원담은 밤낮으로 도망쳤다. 동시에 선우수례(鮮于修禮)는 현지 육진 병민을 거느리고 정주(定州)에서 반란을 일으켰으며 노흥(魯興)으로 개원하였고, 북위 도독(都督) 양진(楊津)에게 격패당하였고 동쪽으로 도주하였다. 4월, 두락주가 계성(薊城, 오늘날 북경)으로 진격하여 도독 이거(李琚)를 격파하였으나 상경이 차단하여 상곡(上谷)으로 후퇴하였다. 5월, 두락주는 부장 조흘(曹紇)을 파견하여 계남(薊南)으로 진공하였으나, 7월 조흘의 부락은 상경에 의해 큰 타격을 입었다. 두락주도 범양(范陽)에서 격파당하였다.
8월, 선우수례 부대에 내란이 발생하여 원홍업(元洪業)이 선우수례를 살해하였으나, 원홍업도 갈영(葛榮)에게 살해되었다. 9월, 갈영의 부대와 북위의 원연, 원융(元融) 부대가 백우라(白牛邏)에서 전투하였고 북위군이 대패하였으며 원융은 죽임당했다. 후에 원연은 박릉(博陵)에서 갈영의 기병에게 죽임당하였다.
효창 3년(527) 정월, 갈영이 은주(殷州)를 공격하여 함락하였다. 11월에는 기주(冀州)를 함락하였다. 12월에는 원자옹(源子邕)과 배연(裴衍)을 격파하고 업(鄴)으로 진격했다.。
무태(武泰) 원년(528) 정월, 두락주가 정주(定州)와 영주(瀛州)를 함락하였다. 2월, 반군에 내란이 발생하였고 결국 갈영은 두락주를 죽이고 두락주의 군대를 취하였다. 이때 반군은 이미 수십만에 달하였다. 동시에 산동(山東)에서 봉기가 발생, 형고(邢杲)가 6월 한왕(漢王)으로 자립하였고 천통(天统)으로 개원하였으나, 후에 원천목(元天穆)과 이주조(爾朱兆)에 의해 진압되었다. 북위 나머지 각지 모두 봉기가 발생했다.
6월, 이주영(爾朱榮)이 하음의 변(河陰之變)을 일으킨 후, 북위 조정은 이주영에 의해 통제되었으며, 이주영은 4로(路)의 대군 36만명을 일으켜 반군을 공격하였다. 8월, 이주영은 정예기병 7만을 거느리고 반군 배후에서 습격하였다. 이주영은 갈영이 군사 배치할 때에 병력이 분산된다는 약점을 이용하여 신속히 격파하였고 갈영은 붙잡혀 낙양에서 참수되었다. 12월, 갈영 휘하 한루(韓樓)가 하북 유주(幽州)에서 봉기하였고 이주영 수하 후연(侯渊)에게 진압되었다.
결과적으로 이 반란 자체는 530년 이주영이 진압하였으나, 그 후 북위에 대한 양나라 군대의 침공이 있었고, 또한 국내는 정권을 장악한 이주씨 일파의 전횡이 일어나 북위가 동서로 분열하여 멸망하는 원인이 되었다.
6진의 유력자 중에 6진의 난을 거쳐 북위의 멸망 과정에서 권력의 중추에 올라선 자들도 있었다. 회삭진 출신으로 동위의 실권을 장악하여 북제의 기초를 닦았던 고환이 그 대표적인 예였다. 또한 무천진 출신의 유력자들은 무천진 군벌, 일명 관롱집단으로 불리며 서위부터 북주 ~ 수나라 ~ 당나라까지 이르는 변천 과정에서 각 왕조의 핵심적인 권력집단으로 군림하였다. 북주의 우문태, 수나라의 양견, 당나라의 이연 등은 각 왕조의 창시자이며 무천진의 유력자 일족 출신이었다.